# Nyango Star
Nyango Star（日语：にゃんごすたー，2002年2月5日—），日本鼓手兼青森縣黑石市的在地吉祥物，其名字受披頭四樂隊的鼓手林哥·史達啟發，設計則融合了貓和青森縣的特產蜜富士蘋果。2017年3月，他在一場小型音樂會中演奏《麵包超人》的主題曲，前段正常擊鼓，後段卻漸進成重金属風格，影片上傳至各大社群平台後迅速爆紅，隨後更演變成國際性的網路迷因。Nyango Star也因此成為最知名的在地吉祥物之一，其音樂會和周邊商品也為人口不斷外流的重農都城黑石市帶來可觀的收入和關注。

## 角色

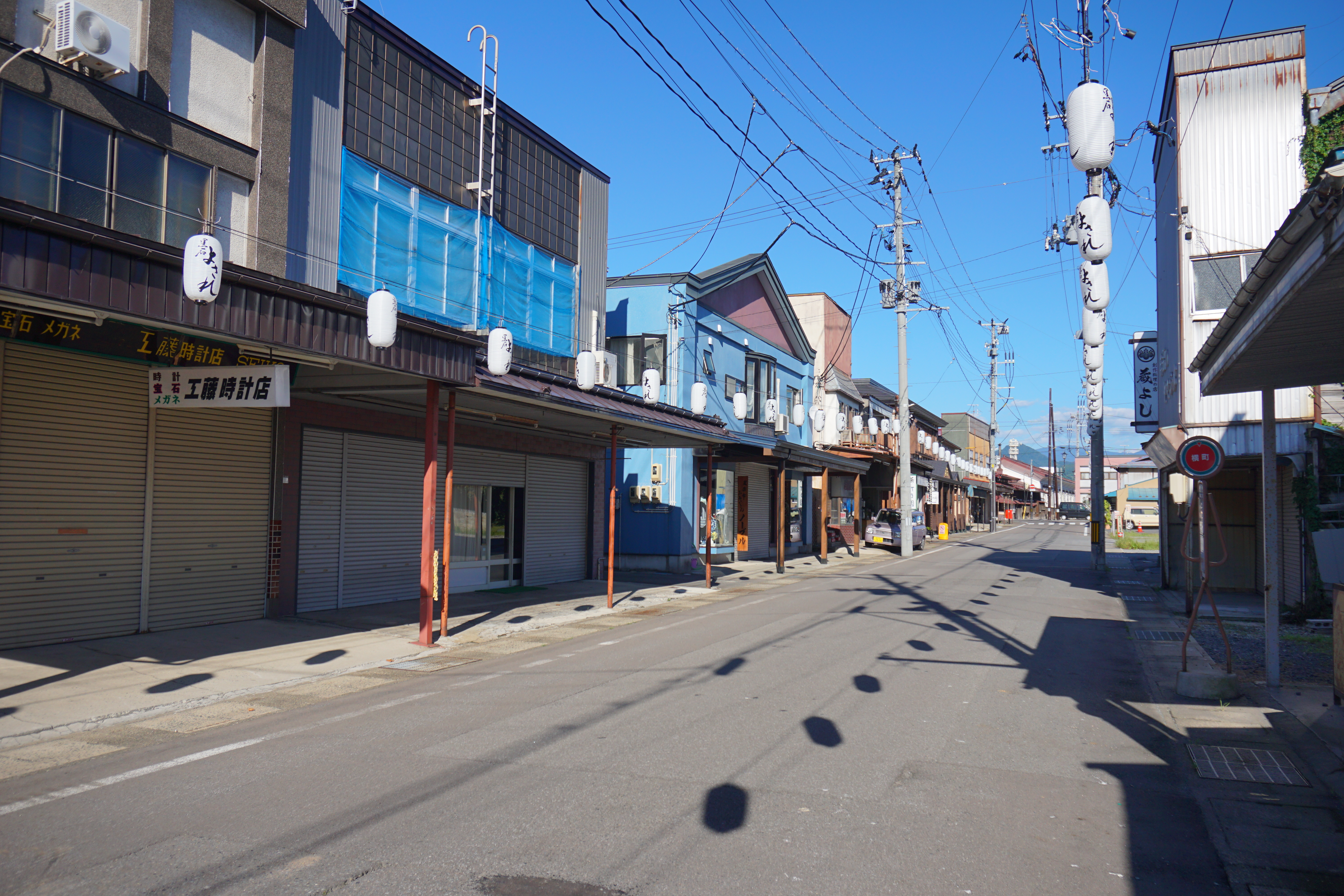
Nyango Star的出身地黑石市

日本各市政府為了促進當地旅遊業發展皆出盡法寶，其中一招便是推出在地吉祥物，而Nyango Star正是代表東北地方青森縣中部的農業都城黑石市的吉祥物。該市本身與日本大部分地區一樣面臨人口老龄化問題，其2019年的人口流失率比全國平均要高兩倍，且當地產業仍未從2011年的東日本大震災中復甦過來。也因如此，Nyango Star的商演和周邊商品成為黑石市的收入來源之一，他的人氣也提高了地方政府的知名度。
該吉祥物是一隻設計靈感來自貓和青森縣主要產業蘋果的化貓。他的外表為一形象以孩童為重的紅色可愛長毛絨公仔。名字本身則結合了日語單字中的「喵」（ Nyan）和「蘋果」（ Ringo），以及英國著名樂隊披頭四的鼓手林哥·史達（Ringo Starr）。在其背景故事中，Nyango Star是一隻真名「小白」（シロ）、生前七歲，死後被埋葬在蘋果園內的貓咪，後來轉生成蘋果妖怪。儘管重拾前世記憶，但回到飼主住處時卻因外貌全非而未被認出，受到主人的鼓手身份啟發，他開始練習爵士鼓，目標成為搖滾巨星，並籍此恢復原貌，回到身在美國的主人身前。
角色的中之人以Nyango Star的名義演奏，且和其他在地吉祥物一樣保持匿名，其打鼓風格可歸類為速度金属和死亡金屬。他不僅舉辦面向兒童的音樂會，也在大型音樂會和音樂節上表演。Nyango Star有一在其上翻奏包括滑結樂團、BABYMETAL、Linkin Park或《上古卷軸V：無界天際》原聲帶等樂曲的YouTube頻道。除此之外，他也曾與龍族悍將前貝斯手弗雷德里克·勒克萊爾和Golden Bomber的主唱鬼龍院翔等音樂人一起演出。2019年，Nyango Star在其YouTube頻道上發佈與新金屬樂團Maximum The Hormone一起演奏後者歌曲〈示每〉（シミ）的影片。
Nyango Star的周邊商品由B ZONE代理生產，其中便包括與Hello Kitty的合作，但其商品版權仍在吉祥物中之人手中。除此之外，他也曾參演百事可樂、江崎固力果和電影《波希米亞狂想曲：搖滾傳說》的廣告。

## 生涯與反響
2016年12月，Nyango Star被音樂廠牌Being的代表董事兼黑石市觀光大使升田敏則發掘，與該公司簽下藝人合約。他之後開始在青森以外的縣市迴演，並自2017年起以鼓手身份隨船梨精主創的CHARAMEL樂團活動。
一段Nyango Star擊鼓演奏《麵包超人》主題曲〈麵包超人進行曲〉的影片在2017年3月獲上傳到推特（X）上，隨即獲得逾9萬次轉發及11萬次讚好。Nyango Star憑此成為日本國內的名人，許多粉絲特地前來向他索取簽名。隔年10月，加拿大樂評家埃里克·阿爾珀轉載了Nyango Star的〈麵包超人進行曲〉演出，並配上「當你大材小用時」的說明文字後，該影片再度流行起來，更成為國際知名的網路迷因。Vice新聞在2019年以Nyango Star和黑石市作對象製作紀錄短片《Nyango Star：拯救日本農村的重金屬貓型吉祥物》（Nyango Star: The Heavy Metal Cat Mascot Saving A Japanese Farm）。
在2020年由Ultimate Guitar的讀者評選出的「2010年後最出色的15位鼓手」榜單中，Nyango Star位居第一位，僅次第零位的威爾·法洛。

## 外部連結
- 官方网站
- YouTube上的Nyango Star頻道
- Nyango Star的X（前Twitter）
- Nyango Star的Instagram帳戶
- Nyango Star的Facebook專頁